# 陳子見
陳子見（1994年5月8日—），藝名視網膜，出生於臺灣南投縣水里鄉，中華民國新聞主播、網路紅人、YouTuber、節目主持人、廠廠創意董事、歡樂無法黨共同創始人之一。國立彰化師範大學國文系畢業。因在網路與何姍蓉（動眼神經）等人創設《眼球中央電視台》頻道，並製作一系列的諷刺新聞而走紅。2018年3月至12月成為《華視午間新聞》主播，以23歲創下華視新聞最年輕的午間黃金時段主播記錄，2019年3月主持華視脫口秀節目《今夜造口夜》。

## 經歷

### 求學至創網路頻道
陳子見自水里國中畢業後，先後就讀於國立大里高級中學、國立彰化師範大學國文學系。
就讀大學期間，陳子見曾參加在福建泉州舉行的兩岸交流團（又稱統戰團），並意外地見識到每晚七點鐘，由中國中央電視台製作的《新聞聯播》節目。其中主播的播報口吻、對當局歌功頌德的內容，讓他和同行的同學覺得頗為造作，因此決定製作《眼球中央電視台》，以戲謔、反諷的口吻表達觀點。在《眼球中央電視台》系列影片爆紅後，陳子見開始主持許多網路節目。取網名視網膜的原因是其視網膜曾經破洞，聽信朋友「命中缺什麼就該補什麼」而得名。
2017年3月與Yahoo! TV合作，擔任《央視鬥風向》主持人，並在大學校園中舉辦現場的辯論會；同年4月與網路紅人星期天合作，開闢網路廣播節目《膜天倫之夜》；同年9月8日，開始擔任PUSH MEDIA的《視網膜BIG辯》主持人。並在隔年1月22日，三立iNEWS台政論節目《鄭知道了》，邀請陳子見在《鄭眼看新聞》單元中擔任主持人，以詼諧戲謔的方式呈現當今台灣現況。

### 進入華視
2018年1月12日，有新聞媒體報導「華視人事大地震」，當家主播蘇逸洪求去，接手人選竟是網路紅人視網膜。隔天凌晨，華視新聞部經理莊豐嘉，在臉書上發文澄清：「陳子見未來主持的是午間新聞，並非取代由蘇逸洪主持的晚間新聞，所以兩人的來去，完全沒有因果關係。」並提及視網膜將會用本名來播報，而視網膜也在直播中證實這項消息。
消息一出後，引發正反兩派的論戰。多數網友表示支持，但資深媒體人邱明玉撰文質疑，華視此舉恐怕喪失新聞專業：「網紅是網紅，和一般新聞不一樣，不然幹麻培養記者『跑』新聞，直接拿網路奇聞異事來播就好了。」莊豐嘉則解釋，為了說服視網膜，除了來回討論製作方向，還允諾會調整目前凌亂的新聞鏡面，並向觀眾保證：「還會增加更多切合民眾需求的新聞，之後也不再出現『監視器新聞』。」
2018年3月5日，陳子見正式開始進入華視新聞播報，擔任《華視午間新聞》主播，以23歲之姿，成為午間黃金時段的主播，並提供網路直播服務。華視指出，首日的網路直播流量是以往的4倍以上，短短2小時創下2.7萬次觀看人次，留言破千人迴響。華視新聞部經理莊豐嘉也期許陳子見：「會要求他也去跑新聞，不只是當播新聞的新聞主播」。12月31日，播報完最後一節《華視午間新聞》後，正式離開華視，「不會再回到『播報』的工作崗位上」。有新聞媒體報導《華視午間新聞》收視墊底，因此「月薪17萬」的主播視網膜慘遭「撤退」。陳子見則發文證實將離開主播台，但暗酸「很佩服可以杜撰這種小說的人」。

### 開設節目與籌組政黨
2019年3月20日，陳子見以「視網膜」身分重返華視，主持脫口秀綜藝節目《今夜造口夜》。10月5日，視網膜登上第54屆金鐘獎頒獎典禮，與藝人黃子佼、網紅這群人鄭茵聲共同串場主持，上演〈網台大戰—內容才是王道〉脫口秀，調侃吐槽電視人，引發熱議。11月14日曾與網路創作者邱威傑、張志祺等人共同創組「歡樂無法黨」。
2023年4月9日，陳子見宣佈眼球中央電視台將從當年6月起停止更新，最後一期節目為當年5月31日播出的最終回「新聞聯播」。同年6月MeToo運動在台灣延燒之下，《鏡周刊》揭秘頻道停更的原因之一，是因為陳子見此前頻繁被一名女員工性騷擾，甚至被其造謠兩人存在親密關係，不堪其擾。

## 個人生活
陳子見非常不喜歡香菜，有一些節目將吃香菜作為惡整他的題材。
飼養一隻雌性柴犬柚子，多次在其創作之影片中亮相，並成為歡樂無法黨榮譽主席。

## 主持作品

### 網路節目
| 時間                          | 頻道                       | 節目                        | 使用名稱 | 備註                                                                     |
| ----------------------------- | -------------------------- | --------------------------- | -------- | ------------------------------------------------------------------------ |
| 2015年8月5日－2023年5月26日   | 眼球中央電視台（網路媒體） | 《央視一分鐘》              | 視網膜   | 讽刺口吻播报国际时事新闻热点                                             |
| 2021年4月28日－2022年12月14日 | 眼球中央電視台（網路媒體） | 《匪情透視》 《辱華記者會》 | 視網膜   | 视网膜模仿耿爽 其余团队成员饰演各国新闻媒体记者 恶搞中国外交部记者发布会 |
| 2017年9月14日－2022年9月7日   | 眼球中央電視台（網路媒體） | 《央視會客廳》              | 視網膜   | 视网膜主持，较为正式的访谈                                               |
| 2019年8月1日－2022年9月21日   | 眼球中央電視台（網路媒體） | 《刁民大攔轎》              | 視網膜   | 视网膜坐在马桶上回复「刁民」留言                                         |
| 2019年10月8日－2023年5月31日  | 眼球中央電視台（網路媒體） | 《新聞聯播》                | 視網膜   | 與眼肉芽共同為雙主播                                                     |
| 2021年2月3日－2023年2月15日   | 眼球中央電視台（網路媒體） | 《膜飯食刻》                | 視網膜   | 与嘉宾会餐、闲聊                                                         |
| 2021年9月27日－2023年4月24日  | 眼球中央電視台（網路媒體） | 《星期一現場》              | 視網膜   | 严肃、深度地探討台灣現有的社會議題                                       |
| 2017年3月31日－2023年5月17日  | Yahoo! TV（網路媒體）      | 《央視鬥風向》              | 視網膜   | 视网膜主持，嘉宾针对议题分正反双方辩论                                   |
| 2017年4月18日－2019年9月      | 網路直播                   | 《膜天倫之夜》              | 視網膜   | 與星期天配音是對的聯合直播                                               |
| 2017年9月8日－2017年9月30日   | PUSH MEDIA（網路媒體）     | 《視網膜BIG辯》             | 視網膜   |                                                                          |

### 電視節目
| 時間                          | 頻道                 | 節目                 | 使用名稱 | 備註                                       |
| ----------------------------- | -------------------- | -------------------- | -------- | ------------------------------------------ |
| 2018年1月22日－2018年2月      | 三立iNEWS台          | 《鄭眼看新聞》       |          | 《鄭知道了》中的單元                       |
| 2018年3月5日－2018年12月31日  | 華視、華視新聞資訊台 | 《華視午間新聞》     | 陳子見   | 平日主播                                   |
| 2019年3月20日－2019年6月12日  | 華視                 | 《今夜造口夜》       | 視網膜   | 綜藝節目                                   |
| 2020年2月25日－2020年8月11日  | 公視                 | 《What the 法》      | 視網膜   | 於公視的青春發言人頻道播出                 |
| 2023年6月17日－2023年9月2日   | 三立都會台           | 《全明星辯論會》     | 視網膜   | 綜藝節目，與陶晶瑩、陳芳語、黃豪平共同主持 |
| 2023年10月30日－2024年3月25日 | 公視                 | 《哈囉！你給問嗎？》 | 視網膜   | 綜藝節目，與李霈瑜共同主持                 |
| 2024年8月17日－               | 小公視               | 《成仁高中偵探社》   | 視網膜   | 台灣首檔沈浸式實境解謎節目                 |

### 廣播節目
| 時間                        | 頻道    | 節目           | 使用名稱 | 備註             |
| --------------------------- | ------- | -------------- | -------- | ---------------- |
| 2020年7月28日－2020年8月4日 | podcast | 《六點半左右》 | 視網膜   | 與星期天搭檔主持 |

### 頒獎典禮

#### 電視金鐘獎
| 年份   | 節目                     | 頻道                  | 搭檔                       |
| ------ | ------------------------ | --------------------- | -------------------------- |
| 2019年 | 第54屆電視金鐘獎頒獎典禮 | 三立都會台 三立戲劇台 | 黃子佼、鄭茵聲（串場主持） |
| 2021年 | 第56屆電視金鐘獎頒獎典禮 | 三立都會台            | 個人主持                   |

#### 廣播金鐘獎
| 年份   | 節目                     | 頻道       | 搭檔   |
| ------ | ------------------------ | ---------- | ------ |
| 2020年 | 第55屆廣播金鐘獎頒獎典禮 | 三立都會台 | 吳瑪麗 |

#### 走鐘獎
| 年份   | 節目                | 頻道    | 搭檔                   |
| ------ | ------------------- | ------- | ---------------------- |
| 2023年 | 第5屆走鐘獎頒獎典禮 | YouTube | 恩熙俊、阿樂（林妤臻） |
| 2024年 | 第6屆走鐘獎頒獎典禮 | Youtube | 恩熙俊、阿樂（林妤臻） |

## 演出作品

### 電影
| 年份   | 片名               | 導演   | 飾演角色           | 備註     |
| ------ | ------------------ | ------ | ------------------ | -------- |
| 2017年 | 《血觀音》         | 楊雅喆 | 新聞主播           | 特別演出 |
| 2018年 | 《市長夫人的秘密》 | 連奕琦 | 新聞主播（邱主播） | 特別演出 |
| 2018年 | 《自由行》         | 應亮   | 道歉藝人林華中     |          |
| 2020年 | 《逃出立法院》     | 王逸帆 | 新聞主播/喪屍      |          |

### MV
| 年份   | 歌手            | 歌名           | 飾演角色 | 備註     |
| ------ | --------------- | -------------- | -------- | -------- |
| 2021年 | 黃明志Ft.謝和弦 | 《揪你出去玩》 | 新聞主播 | 特別演出 |

## 獎項紀錄

### 電視金鐘獎
| 年份   | 獲提名               | 獎項                             | 結果 |
| ------ | -------------------- | -------------------------------- | ---- |
| 2024年 | 《哈囉！你給問嗎？》 | 第59屆金鐘獎生活風格節目主持人獎 | 提名 |

## 外部連結
- 視網膜Retina 陳子見的Facebook專頁
- 陳子見的Instagram帳戶
- 陳子見在互联网电影资料库（IMDb）上的資料（英文）